# Персида Карађорђевић
Персида Карађорђевић (девојачко Ненадовић; Бранковина, 15. фебруар 1813 — Беч, 17. март/29. март 1873) била је кнегиња Србије као супруга Александра Карађорђевића, који је владао Кнежевином Србијом од избора 14. септембра 1842. до абдикације 24. октобра 1858. Била је мајка десеторо деце, укључујући и будућег српског краља Петра I, који је наследио престо после убиства краља Александра, последњег владара династије Обреновић.

## Биографија
Персида је рођена 15. фебруара 1813. године у Бранковини, Карађорђевој Србији, у породици Ненадовића, у то време најмоћнијој породици у Србији. Била је ћерка војводе Јеврема Ненадовића (1793–1867) и Јованке Миловановић (1792–1880). Њен деда по оцу био је Јаков Ненадовић, први српски министар унутрашњих послова Револуционарне Србије, док је њен деда по мајци Младен Миловановић био први министар одбране.
У Хотину, у Бесарабији, 1. јуна 1830. године, са 17 година, удала се за Александра Карађорђевића (1806-1885), најмлађег сина Карађорђа Петровића и његове жене Јелене Јовановић (1771-1842). Александар је 14. септембра 1842. године изабран за кнеза Србије, наследивши свргнутог кнеза Милоша Обреновића, а сам постао први владар Карађорђевића. Од тог датума па све до његове абдикације, Персида је била проглашена принцезом Србије, док је у избеглиштву била принцеза Карађорђевић.
Кнез Александар је 1858. године дошао у сукоб са члановима Савета, због чега је био приморан да абдицира у корист Милоша Обреновића, који се по други пут вратио на власт. Након Александрове абдикације, она и њена породица су се повукли у Темишвар. Родила је укупно 10 деце, од којих је шесторо живело до пунолетства:ћерке Полексију, Клеопатру, Јелену и Јелисавету, и синове Алексија, Светозара, Андреја (сва тројица умрли као деца), Петра, Ђорђе и Арсена. По природи предузимљива и темпераментна особа, кнегиња Персида је била главни саветник свог мужа.
Умрла је 29. марта 1873. у 60. години у Бечу. Њихов син краљ Петар наредио је 1912. године да се посмртни остаци кнегиње Персиде и кнеза Александра пренесу у цркву Светог Ђорђа на Опленцу.
За добротворни рад, хуманост и културну делатност султан Абдул Меџид доделио јој је Орден падишаховог портрета 1864. године. За тадашњи живот престонице била су значајна честа уметничка посела која је приређивала. Једина је жена носилац турског Ордена падишаховог портрета.
Глумица Кетрин Оксенберг је један од многих Персидиних потомака.

## Политичка и културна делатност
У Србији тог доба осећао се њен утицај, како у политици тако и у култури. Својим добронамерним интервенцијама и протежирањем фамилије Ненадовић, допринела је кнежевом паду 1858. године.
За њу се везује оснивање првог српског позоришта 1847. године. За добротворни рад, хуманост и културну делатност султан Абдул Меџид доделио јој је Велики орден 1864. године. За тадашњи живот престонице била су значајна честа уметничка посела која је приређивала.

## Ктиторски рад
Црква Светог Илије у Сокобањи подигнута је на њену иницијативу.
Цркви Вазнесења Господњег у Мионици даровала скупоцени крст.

## Породично стабло
|  |                                          |  |  |  |  |  |  |  |  |  |  |  |  |  |  |  |
|  | 4. Јаков Ненадовић                       |  |  |  |  |  |  |  |  |  |  |  |  |  |  |  |
|  |                                          |  |  |  |  |  |  |  |  |  |  |  |  |  |  |  |
|  |                                          |  |  |  |  |  |  |  |  |  |  |  |  |  |  |  |
|  | 2. Јеврем Ненадовић                      |  |  |  |  |  |  |  |  |  |  |  |  |  |  |  |
|  |                                          |  |  |  |  |  |  |  |  |  |  |  |  |  |  |  |
|  |                                          |  |  |  |  |  |  |  |  |  |  |  |  |  |  |  |
|  | 5. Неранџа                               |  |  |  |  |  |  |  |  |  |  |  |  |  |  |  |
|  |                                          |  |  |  |  |  |  |  |  |  |  |  |  |  |  |  |
|  |                                          |  |  |  |  |  |  |  |  |  |  |  |  |  |  |  |
|  | 1. Персида Карађорђевић                  |  |  |  |  |  |  |  |  |  |  |  |  |  |  |  |
|  |                                          |  |  |  |  |  |  |  |  |  |  |  |  |  |  |  |
|  |                                          |  |  |  |  |  |  |  |  |  |  |  |  |  |  |  |
|  | 6. Младен Миловановић                    |  |  |  |  |  |  |  |  |  |  |  |  |  |  |  |
|  |                                          |  |  |  |  |  |  |  |  |  |  |  |  |  |  |  |
|  |                                          |  |  |  |  |  |  |  |  |  |  |  |  |  |  |  |
|  | 3. Јованка Ненадовић (рођена Миловановић |  |  |  |  |  |  |  |  |  |  |  |  |  |  |  |
|  |                                          |  |  |  |  |  |  |  |  |  |  |  |  |  |  |  |
|  |                                          |  |  |  |  |  |  |  |  |  |  |  |  |  |  |  |
|  | 7. Босиљка                               |  |  |  |  |  |  |  |  |  |  |  |  |  |  |  |
|  |                                          |  |  |  |  |  |  |  |  |  |  |  |  |  |  |  |
|  |                                          |  |  |  |  |  |  |  |  |  |  |  |  |  |  |  |

## Породица

### Супружник
| име             | слика | датум рођења      | датум смрти  |
| --------------- | ----- | ----------------- | ------------ |
| Кнез Александар |       | 11. октобар 1806. | 3. мај 1885. |

### Деца
| име                | слика | датум рођења        | датум смрти        | супружник                                  | Белешке |
| ------------------ | ----- | ------------------- | ------------------ | ------------------------------------------ | --- |
| Кнегиња Полексија  |       | 1. фебруар 1833.    | 5. децембар 1914.  | Константин Николајевић; Александар Прешерн | |
| Кнегиња Клеопатра  |       | 26. новембар 1835.  | 13. јул 1855.      | Милан Петронијевић                         | Милан Петронијевић био је српски посланик у Русији.                                                                                        |
| Кнез Алексије      |       | 23. март 1836.      | 21. април 1841.    | умро у детињству                           | |
| Кнез Светозар      |       | 1841.               | 17. март 1847.     | умро у детињству                           | |
| Краљ Петар I       |       | 29. јун 1844.       | 16. август 1921.   | Кнегиња Зорка                              | Владао је Србијом од 1903. до 1918. године као кнез, а потом као краљ Краљевине СХС до своје смрти; оженио се црногорском кнегињом Зорком. |
| Кнегиња Јелена     |       | 18. октобар 1846.   | 26. јул 1867.      | Ђорђе Симић                                | Ђорђе Симић био је председник Владе Србије.                                                                                                |
| Кнез Андреј        |       | 15. септембар 1848. | 12. јул 1864.      | умро у младости                            | |
| Кнегиња Јелисавета |       | 27. фебруар 1850.   | 1. јун 1850.       | умрла у детињству                          | |
| Кнез Ђорђе         |       | 10. јануар 1857.    | 24. децембар 1888. | Није се женио                              | |
| Кнез Арсен         |       | 16. април 1859.     | 19. октобар 1938.  | грофица Аурора Павловна Демидова           | Били су родитељи кнеза Павла, регента Југославије.                                                                                         |